# 奧斯卡·塔維拉斯
奧斯卡·塔維拉斯（英語：Oscar Taveras，1992年6月19日—2014年10月26日），是多明尼加的棒球運動員之一，曾效力於美國職棒聖路易紅雀隊，守備位置為右外野手，2014年10月26日，在多明尼加和女友出遊因車禍逝世，得年22歲，後來判定死因為酒駕。

## 生平
1992年6月19日生於多明尼加的銀港省聖斐利-銀港，12歲時曾搬到加拿大蒙特婁居住，並獲得加拿大國籍，但16歲時又搬回多明尼加。
2008年，和聖路易紅雀隊簽約，並於2014年5月登上大聯盟，在小聯盟期間曾被評為百大新秀第三名，被看好是紅雀隊未來主力的外野手，但同年10月卻因酒駕發生車禍而逝世，得年僅22歲也令人不勝唏噓。

## 職棒生涯成績
| 年度 | 球隊       | 出賽 | 安打 | 全壘打 | 打點 | 盜壘 | 四壞 | 三振 | 壘打數 | 雙殺打 | 打擊率 |
| ---- | ---------- | ---- | ---- | ------ | ---- | ---- | ---- | ---- | ------ | ------ | ------ |
| 2014 | 聖路易紅雀 | 80   | 56   | 3      | 22   | 0    | 12   | 37   | 73     | 10     | 0.239  |
| 總計 | 1年        | 80   | 56   | 3      | 22   | 0    | 12   | 37   | 73     | 10     | 0.239  |

## 特殊事蹟
- 2014年5月31日，對舊金山巨人隊為大聯盟初登板，擔任先發第六棒右外野手，並於五局下擊出陽春砲，同時也是生涯首安暨首轟。